# Shimotsuma
Shimotsuma (Japans: 下妻市, Shimotsuma-shi) is een stad in de prefectuur Ibaraki op het eiland Honshu in Japan. De stad heeft een oppervlakte van 80,88 km² en medio 2008 circa 45.500 inwoners.
De roman Shimotsuma Monogatari van Novala Takemoto, en de verfilming hiervan, spelen in deze stad.

## Geschiedenis
Op 1 juni 1954 werd Shimotsuma een stad (shi) na samenvoeging met een viertal dorpen. Twee maanden daarvoor waren er al twee dorpen aan de gemeente Shimotsuma toegevoegd.
Op 1 januari 2006 werd het dorp Chijokawa (千代川村, Chijokawa-mura) aan Shimotsuma toegevoegd.

## Verkeer
Shimotsuma ligt aan de Jōsō-lijn van de Kanto Spoorgwegen (Kantō Tetsudō).
Shimotsuma ligt aan de autowegen 125 en 294.

## Geboren in Shimotsuma
- Maki Tsukada (塚田真希, Tsukada Maki), vrouwelijke judoka

## Aangrenzende steden
- Chikusei
- Jōsō
- Tsukuba